# John Dickson Carr
John Dickson Carr (* 30. November 1906 in Uniontown, Pennsylvania; † 27. Februar 1977 in Greenville, South Carolina) war ein amerikanischer Autor von Kriminalromanen. Er schrieb auch unter den Pseudonymen Carter Dickson, Carr Dickson und Roger Fairbairn.
Er wird mit seinen komplexen, handlungsreichen Geschichten, in denen das Rätsel im Vordergrund steht, allgemein als einer der besten Schriftsteller des klassischen Kriminalromans angesehen. Die meisten seiner vielen Romane und Kurzgeschichten haben die Aufklärung von offensichtlich unmöglichen und scheinbar übernatürlichen Verbrechen durch einen exzentrischen Detektiv zum Thema. Er ist durch die Werke von Gaston Leroux und die Pater Brown Geschichten von G. K. Chesterton beeinflusst worden. Carr gestaltete seinen wichtigsten Detektiv, den beleibten und genialen Lexikograf Dr. Gideon Fell nach Chesterton.

## Leben und Werk
Carr wurde in Uniontown, Pennsylvania als Sohn eines zeitweiligen Kongressabgeordneten der Demokraten geboren. Er besuchte die Hill School und war dort ein mittelmäßiger Schüler, der sich vorwiegend mit seinen frühen Versuchen, Kriminalromane zu schreiben, beschäftigte. Während eines Auslandsstudiums heiratete er 1931 die Engländerin Clarice Cleaves und siedelte nach England über. Sie zogen dort drei Kinder auf, bevor sie 1948 in die USA umzogen. Zeitlebens war er von Europa fasziniert, weshalb auch die meisten seiner Bücher, die bis Mitte der 1950er geschrieben wurden, in Deutschland, Frankreich und Großbritannien spielen. Es gab deshalb sogar Spekulationen, ob Carr ein Pseudonym des berühmten englischen Humoristen P. G. Wodehouse sei.
Carr war ein Meister unlösbarer Rätsel, Geschichten, in denen ein Detektiv scheinbar unmögliche Verbrechen aufklärt. Beispiele solcher Verbrechen sind ein Mord in einem verschlossenen und versiegelten Raum oder die Entdeckung einer Leiche (im Nahkampf erwürgt oder erstochen), die von Schnee oder nassem Sand umgeben ist, in dem keine Fußspuren außer denen des Opfers zu sehen sind. Der Dr. Fell-Krimi The Three Coffins (1935, dt.: Der verschlossene Raum), üblicherweise als Carr's Meisterwerk betrachtet, zeigt Verbrechen, die Variationen dieser beiden Szenarios sind, und enthält einen bemerkenswerten Vortrag von Dr. Fell über unmögliche Verbrechen. Er wurde durch ein Gremium von Krimi-Autoren als bester Locked-Room-Krimi aller Zeiten gewählt, und Dr. Fells Vortrag wird gelegentlich als eigenständiger Aufsatz veröffentlicht.
Viele der Dr. Fell-Romane handeln von zwei oder mehr unmöglichen Verbrechen, darunter He Who Whispers (1946) und The Case of the Constant Suicides (1941). Der Roman The Crooked Hinge (1938) verbindet das scheinbar unmögliche Durchschneiden einer Kehle, Hexerei, einen gruseligen Automaten nach dem Vorbild Johann Mälzels Schachtürken und einen Fall ähnlich dem Tichborne Claimant zu einer Geschichte, welche oft als einer der besten klassischen Kriminalromane bezeichnet wird. Aber selbst Carrs Biograf, Douglas G. Greene (John Dickson Carr: The Man Who Explained Miracles), gibt zu, dass die Auflösung, wie so viele in Carrs Büchern, nicht sehr plausibel ist und die Gutgläubigkeit des Lesers auf eine Probe stellt.
Zudem zeichnen sich seine Romane durch eine Vorliebe für romantische historische Orte aus. Schauplätze der Morde sind z. B. eine trutzige Rheinburg oder die Ruinen eines alten Gefängnisses im Hochmoor. Hierzu wurde Carr von dem Genre des (deutschen) Schauerromans mit seinen düsteren Burgruinen, verwunschenen Landsitzen und lauschigen Weilern, deren Bewohner von alten Flüchen, seltsamen Ritualen oder gar Gespenstern geplagt werden, intensiv beeinflusst.
Neben Dr. Fell gibt es drei andere Seriendetektive in Carrs Krimis: Sir Henry Merrivale (H.M.), Henri Bencolin und Colonel March. Viele der Merrivale-Romane, unter dem Pseudonym Carter Dickson geschrieben, gehören zu Carrs besten Arbeiten, einschließlich des hoch gelobten The Judas Window (1938). Nur wenige seiner Arbeiten haben keinen Seriendetektiv – die bekannteste, The Burning Court (1937) handelt von Hexerei, Vergiftung und einer Leiche die aus einer versiegelten Gruft in einem Vorort Philadelphias verschwindet; sie war die Vorlage für den französischen Film La Chambre ardente (1962). Das Buch ist wegen seines scheinbar übernatürlichen Schlusses bemerkenswert, welcher einer vorhergehenden rationalen Erklärung der mysteriösen Ereignisse widerspricht.
Carr schrieb auch viele Geschichten für das Radio, vor allem für die BBC, sowie einige Drehbücher. Sein Hörspiel Cabin B-13 von 1943 wurde in den frühen 1950ern zu einer Serie auf CBS ausgeweitet, für die Carr sämtliche Bücher schrieb, einige davon auf seinen früheren Werken basierend oder Themen aufgreifend, die Chesterton verwendete. Dieses Hörspiel wurde auch als Grundlage für das Drehbuch des Films Dangerous Crossing (1953) verwendet.
1950 schrieb Carr den Roman The Bride of Newgate, welcher während der Napoleonischen Kriege spielt und vielleicht der erste historische Krimi in voller Länge genannt werden kann. Mit den beiden historischen Krimis The Devil in Velvet und Fire, Burn! war Carr selbst am zufriedensten.
Mit Adrian Conan Doyle, dem jüngsten Sohn Arthur Conan Doyles, schrieb Carr die Mehrzahl der Sherlock-Holmes-Geschichten, welche 1952 in der Sammlung The Exploits of Sherlock Holmes veröffentlicht wurden.
Gegen Lebensende begann Carr sich für seine nähere Umgebung in den Südstaaten zu interessieren. Eine Reihe seiner letzten Bücher spielen dort. Er starb in South Carolina.

### Die Figuren Dr. Gideon Fell und Sir Henry Merrivale
Die beiden Hauptdetektive Carrs, Dr. Gideon Fell und Sir Henry Merrivale, sind sich oberflächlich betrachtet sehr ähnlich. Beide sind große, stürmische und exzentrische Engländer aus der „Upper Class“, irgendwo zwischen mittelalt und alt. Dr. Fell allerdings, der nicht zuletzt aufgrund seiner Vorliebe für Bier ausgesprochen beleibt ist und sich nur mit Hilfe zweier Stöcke fortbewegen kann, wurde dem britischen Autor G. K. Chesterton nachempfunden und ist immer ein Vorbild an Höflichkeit, Genialität und seriöser, logischer Denkarbeit. Er hat einen riesigen Schopf ungepflegter Haare, der oft mit einem „shovel hat“ bedeckt ist, und trägt meistens einen Umhang. Er lebt mit seiner verbal äußerst aktiven Frau in einem bescheidenen Haus und hat keine offiziellen Verbindungen zu öffentlichen Stellen. Sir Henry Merrivale – dessen Spitzname H.M. wie His Majesty lautet – andererseits, wenn auch stämmig und mit einem kräftigen Bierbauch, ist körperlich aktiv und für seine schlechte Laune und seine lauten Wutausbrüche gefürchtet. Als gut betuchter Nachfahre der „ältesten Barone“ Englands ist er ein Mann des Establishments (auch wenn er sich oft gegen dieses auflehnt) und in den frühen Romanen ist er der Leiter des Britischen Geheimdienstes. Selbst in den ganz frühen Büchern erinnert der glatzköpfige, brillentragende und missmutige H.M. an Winston Churchill – eine Ähnlichkeit, die in den späteren Romanen ganz bewusst gepflegt wird.
Heute werden allgemein die Dr. Fell-Bücher als Carrs größte Leistung angesehen. Früher hingegen wurde H.M. von vielen Kritikern bevorzugt. Howard Haycraft, Autor des wegweisenden Buches Murder for Pleasure: The Life and Times of the Detective Story, schrieb 1941, dass H.M. oder „Der alte Mann“ der „gegenwärtig vom Autor zugegebene Favorit unter den zeitgenössischen fiktionalen Schnüfflern“ sei.

## Werksübersicht

### Frühe Veröffentlichungen von John Dickson Carr
(In der monatlichen College-Zeitschrift "The Haverfordian").
- The Red Heels April 1926
- The Dim Queen Mai 1926[1]
- The Blue Garden November 1926
- The Shadow of the Goat November 1926
- The Shadow of the Goat, Lösung Dezember 1926
- The Old Romance Dezember 1926

- The Fourth Suspect Januar 1927
- Last Lullaby Februar 1927
- The New Canterbury Tales März 1927
- The Inn of the Seven Swords April 1927
- The Deficiency Expert Mai 1927
- The Ends of Justice Mai 1927

- The Dark Banner Januar 1928[2]
- The Murder in Number Four Juni 1928

- Grand Guignol März 1929
- Grand Guignol, Lösung April 1929[3]

- The Blue Garden (Wiederveröffentlichung) Januar 1932[4]

### Romane als John Dickson Carr
- It Walks By Night (Detektiv Henri Bencolin) – 1930
- Castle Skull (Bencolin) – 1931
- The Lost Gallows (Bencolin) – 1931
- Poison In Jest – 1932
- The Corpse In The Waxworks (Bencolin) – 1932 (britischer Titel: The Waxworks Murder)
- Hag's Nook (Detektiv Dr. Gideon Fell) – 1933
- The Mad Hatter Mystery (Fell) – 1933
- The Blind Barber (Fell) – 1934
- The Eight Of Swords (Fell) – 1934
- Death-Watch (Fell) – 1935
- The Three Coffins (Fell) – 1935 (britischer Titel: The Hollow Man)
- The Arabian Nights Murder (Fell) – 1936
- The Burning Court – 1937
- The Four False Weapons, Being the Return of Bencolin (Bencolin) – 1938
- To Wake The Dead (Fell) – 1938
- The Crooked Hinge (Fell) – 1938
- The Problem Of The Green Capsule (Fell) – 1939 (britischer Titel: The Black Spectacles)
- The Problem Of The Wire Cage (Fell) – 1939
- The Man Who Could Not Shudder (Fell) – 1940
- The Case of the Constant Suicides (Fell) – 1941
- Death Turns The Tables (Fell) – 1942 (britischer Titel: The Seat Of The Scornful)
- The Emperor's Snuffbox – 1942
- Till Death Do Us Part (Fell) – 1944
- He Who Whispers (Fell) – 1946
- The Sleeping Sphinx (Fell) – 1947
- Below Suspicion (Fell) – 1949 (zusätzlich mit Detektiv Patrick Butler)
- The Bride Of Newgate – 1950, historischer Krimi
- The Devil In Velvet – 1951, historischer Krimi
- The Nine Wrong Answers – 1952
- The Exploits of Sherlock Holmes – 1952 (Coautor Adrian Conan Doyle)
- The Hollow Man (Fell) – 1953
- Captain Cut-Throat – 1955, historischer Krimi
- Patrick Butler For The Defence (Detektiv Patrick Butler) – 1956
- Fire, Burn! – 1957, historischer Krimi
- The Dead Man's Knock (Fell) – 1958
- Scandal At High Chimneys: A Victorian Melodrama – 1959, historischer Krimi
- In Spite Of Thunder (Fell) – 1960
- The Witch Of The Low-Tide: An Edwardian Melodrama – 1961, historischer Krimi
- The Demoniacs – 1962, historischer Krimi
- Most Secret – 1964 (Dies war eine Version eines Romans von Carr der 1934 als Devil Kinsmere unter dem Pseudonym „Roger Fairbairn“ veröffentlicht wurde)
- The House At Satan's Elbow (Fell) – 1965
- Panic In Box C (Fell) – 1966
- Dark Of The Moon (Fell) – 1968
- Papa La-Bas – 1968, historischer Krimi
- The Ghosts' High Noon – 1970, historischer Krimi
- Deadly Hall – 1971, historischer Krimi
- The Hungry Goblin: A Victorian Detective Novel – 1972, (Detektiv Wilkie Collins)

### Romane als Carter Dickson
- The Bowstring Murders – 1934 (ursprünglich als von Carr Dickson veröffentlicht, aber Carrs Verleger beschwerten sich, dass das Pseudonym dem richtigen Namen zu ähnlich ist, und so wurde stattdessen Carter Dickson verwendet)
- The Plague Court Murders (Detektiv: Sir Henry Merrivale) – 1934
- The White Priory Murders (Merrivale) – 1934
- The Red Widow Murders (Merrivale) – 1935
- The Unicorn Murders (Merrivale) – 1935
- The Magic Lantern Murders (Merrivale) -1936 (Britischer Titel: The Punch And Judy Murders)
- The Peacock Feather Murders (Merrivale) – 1937 (Britischer Titel: The Ten Teacups)
- Death In Five Boxes (Merrivale) – 1938
- The Judas Window (Merrivale) – 1938
- Fatal Descent (in Zusammenarbeit mit John Rhode) – 1939 (Britischer Titel: Drop To His Death)
- The Reader Is Warned (Merrivale) – 1939
- And So To Murder (Merrivale) – 1940
- Nine – And Death Makes Ten (Merrivale) – 1940 (Britischer Titel: Murder In The Submarine Zone)
- Seeing Is Believing (Merrivale) – 1941
- The Gilded Man (Merrivale) – 1942
- She Died A Lady (Merrivale) – 1943
- He Wouldn’t Kill Patience (Merrivale) – 1944
- The Curse Of The Bronze Lamp (Merrivale) – 1945 (Britischer Titel: Lord Of The Sorcerors)
- My Late Wives (Merrivale) – 1946
- The Skeleton In The Clock (Merrivale) – 1948
- A Graveyard To Let (Merrivale) – 1949
- Night At The Mocking Widow (Merrivale) – 1950
- Behind The Crimson Blind (Merrivale) – 1952
- The Cavalier’s Cup (Merrivale) – 1953
- Fear Is The Same – 1956, historischer Krimi

### Sammlungen von Kurzgeschichten
- The Department of Queer Complaints (als Carter Dickson) (Detektiv: Colonel March) – 1940
- Dr. Fell, Detective, and Other Stories – 1947 (Fell)
- The Third Bullet and Other Stories – 1954
- The Exploits of Sherlock Holmes, mit Adrian Conan Doyle – 1954 (Sherlock Holmes), ISBN 0-517-20338-3
- The Men Who Explained Miracles (Fell, Merrivale und weitere)

### Sachbücher
- The Murder of Sir Edmund Godfrey – 1936, historische Aufarbeitung eines berühmten Mordes aus dem Jahr 1678
- The Life of Sir Arthur Conan Doyle – 1949, die autorisierte Biografie

## Verfilmungen
- 1951: Der Mann in Schwarz (The Man With a Cloak)
- 1953: Gefährliche Überfahrt (Dangerous Crossing) – Regie: Joseph M. Newman, mit Michael Rennie und Jeanne Crain
- 1957: Die Dame von gegenüber (The Woman Opposite) – nach dem Roman "The Emperor's Snuffbox"
- 1962: Das brennende Gericht (La Chambre ardente)
- 1992: Allein mit der Angst (Treacherous Crossing)

## Auszeichnungen
- 1950 Edgar Award – Kategorie Special Edgar der Mystery Writers of America für die Biografie The Life of Sir Arthur Conan Doyle
- 1963 Grand Master Award der Mystery Writers of America als Auszeichnung für seine besonderen Leistungen im Krimi-Genre und seine schriftstellerisch gleichbleibend hohe Qualität
- 1969 Grand prix de littérature policière – Kategorie International für Hier, vous tuerez (Original: Fire, burn!)
- 1970 Edgar Award – Kategorie Special Edgar der Mystery Writers of America als besondere Ehrung seiner 40-jährigen Schriftstellertätigkeit